# Lunda Bululu
Vincent de Paul Lunda Bululu (Mwena Mulota,15 October 1942) is een voormalig Zaïrees politicus. Hij diende als Eerste staatscommissaris van Zaïre van 4 mei 1990 tot 5 juli 1990. Hij studeerde aan de Universiteit van Lubumbashi en behaalde een doctoraat in de rechten.
Mpinga Kasenda · 
André Bo-Boliko Lokonga · 
Jean Nguza Karl-i-Bond · 
N'Singa Udjuu · 
Léon Kengo Wa Dondo · 
Mabi Mulumba · 
Jules-Fontaine Sambwa Pida Nbagui ·
Lunda Bululu ·
Crispin Mulumba Lukoji · 
Étienne Tshisekedi · 
Bernardin Mungul Diaka · 
Faustin Birindwa · 
Norbert Likulia Bolongo
- Bibliothèque nationale de France: cb14444659h (data)
- Gemeinsame Normdatei: 1242688544
- International Standard Name Identifier: 0000 0000 8414 2225
- Library of Congress Control Number: n85068733
- Nederlandse Thesaurus van Auteursnamen: 070519951
- Système universitaire de documentation: 076097838
- Virtual International Authority File: 117662144
- WorldCat: E39PBJhMfxrVt8RVC8pRgT6BT3